# Festival narečnih popevk 2009
40. festival narečni popevk je potekal 13. septembra 2009 v Veliki dvorani SNG Maribor. Nastopilo je 15 izvajalcev:
| #   | Izvajalec           | Naslov pesmi              | Avtor glasbe    | Avtor besedila           | Avtor aranžmaja    | Št. tel. glasov | Uvrstitev |
| --- | ------------------- | ------------------------- | --------------- | ------------------------ | ------------------ | --------------- | --------- |
| 1.  | Brežiški flosarji   | Zajc v zeli               | Boris Rošker    | Fanika Požek             | Lojze Krajnčan     | 822             | 5.        |
| 2.  | Renata Novak        | Pr'znej                   | Matej Kocjančič | Matej Kocjančič          | Slavko Avsenik ml. | 582             | 9.        |
| 3.  | Skupina Dupljak     | Kupa, kupeca              | Žiga Bižal      | Dušan Bižal, Tina Južnič | Grega Forjanič     | 718             | 6.        |
| 4.  | Gašper Rifelj       | Brez Dolen'ca ni Slovenca | Raay            | Darinka Kovač            | Aleš Avbelj        | 365             | 11.       |
| 5.  | Rudi Šantl          | Vejnec skuznatih rouž     | Mišo Kontrec    | Mišo Kontrec             | Igor Podpečan      | 309             | 13.       |
| 6.  | Ansambel Zapeljivke | Kušnem ga, kušnem         | Dezider Cener   | Feri Lainšček            | Patrik Greblo      | 1354            | 3.        |
| 7.  | Ansambel Štrk       | Kajžica na stari gori     | Edi Belčič      | Marko Kočar              | Grega Forjanič     | 634             | 8.        |
| 8.  | Maja Oderlap        | Gawdaj pr' nas            | Domen Hren      | Maja Oderlap             | Marijan Golob      | 689             | 7.        |
| 9.  | Lea Hlebec in Orlek | Stari tango               | Vlado Poredoš   | Vlado Poredoš            | Primož Grašič      | 568             | 10.       |
| 10. | Lidija Kodrič       | Zdej angeli so zapeli     | Emil Z. Glavnik | Metka Ravnjak-Jauk       | Lojze Krajnčan     | 319             | 12.       |
| 11. | Tomaž Domicelj      | Misisipi                  | Tomaž Domicelj  | Tomaž Domicelj           | Grega Forjanič     | 40              | 15.       |
| 12. | Alenka Herceg       | Prvi snejg                | Dezider Cener   | Feri Lainšček            | Lojze Krajnčan     | 192             | 14.       |
| 13. | Malibu in Jože      | Mezinček                  | Andrej Baša     | Matjaž Vrh, Marjan Uljan | Primož Grašič      | 2620            | 2.        |
| 14. | Anita Kralj         | Srce za mamo              | Raay            | Metka Ravnjak-Jauk       | Patrik Greblo      | 970             | 4.        |
| 15. | Domen Kumer         | Marička Štajerka          | Boris Rošker    | Metka Ravnjak-Jauk       | Lojze Krajnčan     | 3646            | 1.        |

### Nagrade
Najboljša skladba po izboru občinstva
- Marička Štajerka (Boris Rošker/Metka Ravnjak-Jauk) – Domen Kumer

| Mesto              | 1.                           | 2.                      | 3.                           |
| ------------------ | ---------------------------- | ----------------------- | ---------------------------- |
| Izvajalec in pesem | Domen Kumer Marička Štajerka | Malibu in Jože Mezinček | Zapeljivke Kušnem ga, kušnem |
| Št. glasov         | 3.646                        | 2.620                   | 1.354                        |

Najboljša skladba po izboru žirije
- Vejnec skuznatih rouž (Mišo Kontrec) – Rudi Šantl

Nagrade za najboljša narečna besedila
- 1. nagrada: Mišo Kontrec za Vejnec skuznatih rouž (Rudi Šantl)
- 2. nagrada: Marko Kočar za Kajžica na stari gori (Ansambel Štrk)
- 3. nagrada: Metka Ravnjak-Jauk za Zdej angeli so zapeli (Lidija Kodrič)